# USS Valley Forge (CG-50)
La USS Valley Forge (CG-50) era un incrociatore lanciamissili della classe Ticonderoga appartenente alla Marina degli Stati Uniti. La nave prendeva il nome da Valley Forge, il luogo dove l'esercito continentale si accampò durante l'inverno nel corso della Rivoluzione americana.

## Costruzione e messa in servizio
La Valley Forge fu costruita presso i cantieri Ingalls di Pascagoula, Mississippi e venne varata il 29 settembre 1984. La madrina del varo fu Julia Vadala Taft, moglie del vicesegretario alla Difesa William H. Taft IV.

## Cronologia del servizio
Nel 1986, durante l'esercitazione navale RIMPAC, la Valley Forge operò con il ruolo di guardia alle operazioni di volo per la portaerei USS Ranger.
Nel 1991, partecipò all'operazione Desert Storm all'interno del gruppo di battaglia della USS Ranger, ricoprendo il ruolo di comandante generale della guerra antiaerea per il Golfo (Bravo Zulu AAWC).
Nel marzo 2003, Valley Forge fu assegnato al Destroyer Squadron 2. La nave venne dismessa il 31 agosto 2004 presso la base navale di San Diego, diventando la prima nave dotata del sistema di combattimento Aegis a essere ritirata dal servizio. Il 2 novembre 2006, fu affondata come bersaglio durante un'esercitazione presso un poligono poligono di prova vicino a Kauai.

## Decorazioni
- Nastro d'azione di combattimento - (16-28 febbraio 1991)
- Premio di unità meritoria congiunta - (dicembre 1992-maggio 1993)
- Encomio dell'unità della Marina - (gennaio-febbraio 1991, gennaio-maggio 2003)
- Encomi di unità meritevoli - (dicembre 1994-maggio 1995, giugno-dicembre 1998)
- Nastri efficienza di battaglia (Navy E) - (1989, 1995, 1998)
- Medaglia di spedizione della Marina - (giugno-luglio 1987)
- Nastro del servizio operazioni speciali - (aprile-maggio 1993)